# Bert Hölldobler
Berthold K. Hölldobler (Hoelldobler), né le 25 juin 1936 à Andechs (Bavière), est un entomologiste allemand, professeur à Harvard. Il étudie aussi la physiologie comportementale, écologie, socio biologiste, biologiste évolutionniste. Hölldobler est surtout un spécialiste mondialement reconnu des fourmis, c'est-à-dire de la myrmécologie. Il effectue des recherches assidues sur la communication des insectes, les interactions plante-animal, l'éthologie, l'écologie chimique et également sur la sociabilité des insectes.Il a fréquemment collaboré avec le myrmécologue américain Edward O. Wilson avec qui il a mené des recherches en sociobiologie des fourmis et écrit le livre The Ants en français Les Fourmis, considéré comme un ouvrage de référence, et pour lequel ils ont remporté le prix Pulitzer en 1991 dans la catégorie essai.

## Biographie

### Enfance et éducation
Hölldobler a un père chirurgien ayant étudié la zoologie. Hölldobler raconte volontiers comment son père lui a fait découvrir le monde des insectes à l'âge de 7 ou 8 ans en 1944, ce qui l'a profondément marqué pour le reste de sa vie et décidé de sa future carrière. 

Il a tout d'abord suivi une scolarité à l'École Marktbreit (Gymnasium Markbreit) entre 1947 et 1946. Puis en 1956, après son Abitur (Baccalauréat) il étudie la biologie et la chimie à l'université de Wurtzbourg de 1956 à 1962. En 1965, il obtient son Doctorat, sa thèse de recherche entre 1962 et 1965 portait sur le comportement social de la fourmi charpentière mâle et sur son rôle dans l'organisation des sociétés charpentières.
 En 1969, il obtient une habilitation de docteur à l'université de Francfort. En 1973, il obtient un M.A honoraire de l'université Harvard.

### Carrière
À partir de 1966, Bert Hölldobler a été nommé assistant scientifique de zoologie à l'université de Francfort jusqu'en 1969. Et, de fin 1969 à fin 1971, il devient alors associé de biologie à l'université Harvard. En 1971, il devient professeur de zoologie à l'université de Francfort. 

Puis, de 1973 à 1990, il est nommé professeur de biologie à l'université Harvard, de ce fait, en 1982 à 1990, il prend la place Alexander Agassiz de zoologie à l'université Harvard à Cambridge, Massachusetts. 

En 1989, il retourne en Allemagne pour accepter la chaire de physiologie comportementale et sociobiologie à l'Institut Theodor-Boveri de l'université de Wurtzbourg. 

Parallèlement, il collabore fréquemment avec le biologiste américain Edward Osborne Wilson avec qui il partage la passion et la recherche sur les fourmis. Le binôme germano-américain s'attelle tout d'abord à l'écriture en 1990 de The Ants (Les Fourmis) qui sera récompensé en 1991 par l'attribution du prix Pulitzer dans la catégorie Essai qu'ils partageront.

Le livre est une véritable encyclopédie sur les fourmis, un ouvrage majeur en entomologie de 732 pages pesant trois kilogrammes soit 7 livres anglaises.
Bert Hölldobler continue sa collaboration avec E.O Wilson et ils co-écrivent ensemble quelques années plus tard, Journey to the Ants (publié en 1994, puis traduit en français en 1996 sous le titre de Voyage chez les fourmis).
En 2000, Hölldobler devient Président fondateur du Centres de recherche concertée "Sonderforschungsbereich" ; et souhaite en faire un Centre d'excellence avec un programme «Mécanismes et évolution du comportement des arthropodes» (financé par la Fondation allemande des sciences). La même année, il devient docteur honoraire de l'université de Constance. Il reçoit également la médaille du mérite de la Bundesrepublik Deutschland (médaille allemande du mérite).
De 2002 à 2008, Hölldobler devient professeur agrégé Andrew D. White à l'université Cornell à Ithaca (New York). 
 En 2003, il co-écrit l'Herbivorisme des fourmis coup-feuilles un cas d'étude sur Atta colombien dans les forêts tropicales  primaires du Panama.
Depuis sa retraite en 2004, Hölldobler a travaillé comme professeur de recherche à l'École des sciences de la vie à l'Arizona State University à Tempe 'Université d'État de l'Arizona, en Arizona . 

Depuis, il devint un des fondateurs du Social Insect Research Group (SIRG) c'est-à-dire de l'Institut de recherche sur l'insecte social ainsi que du Centre pour la dynamique Sociale et de la Complexité.
Au cours des dernières années, Hölldobler s'est associé au fameux généticien des abeilles Robert Page pour créer un groupe international de chercheurs à l'École des sciences de la vie de l'université d'État de l'Arizona pour examiner le comportement social complexe des abeilles, des fourmis et des termites.

## Ses travaux
Hölldobler est un scientifique d'excellence de renommée  internationale. Ses contributions expérimentales et théoriques couvrent plusieurs disciplines : la sociobiologie, l'écologie comportementale et l'écologie chimique. 

Ses sujets d'étude majeures portent sur les insectes sociaux et en particulier les fourmis. Son travail complet sur les insectes sociaux, principalement sur les fourmis a fourni beaucoup de précieux renseignements en couvrant les domaines suivants :
- Stratégies d'accouplement, et dimorphisme [6],[7],[8]
- La régulation de la reproduction, d'une part, dans les organisations d'insectes primitives et hiérarchisées, d'autre part, dans les super organismes
- en ce qui concerne les Super organismes, il étudia territorialité ainsi que la structure de la population. Il observa également sur ce sujet la théorie évolutionniste du parasitisme social
- les communications chimiques entre les individus
- Nouveaux organes des glandes exocrines détectées chez les fourmis
- Nids de fourmis comme îles écologiques

## Publications
- (en) Bert Hölldobler et Martin Lindauer, Experimental behavioral ecology and sociobiology : in memoriam Karl von Frisch 1886 - 1982; international symposium of the Akademie der Wissenschaften und der Literatur, Mainz, October 17th - 19th, 1983 at Mainz; 27 tables, Stuttgart u.a, G. Fischer, coll. « Fortschritte der Zoologie » (no 31), 1985, 488 p. (ISBN 978-3-437-30461-3 et 978-0-895-74198-1, OCLC 925264087)[9]
- (en) Bert Hölldobler et Edward O. Wilson, The ants [« les fourmis »], Cambridge, Mass, Belknap Press of Harvard University Press, 1990, 732 p. (ISBN 978-0-674-04075-5, OCLC 299842320, présentation en ligne)
- (en) Bert Hölldobler et Edward Osborne Wilson, Journey to the ants : a story of scientific exploration, Cambridge, Mass, Belknap Press of Harvard University Press, 1994, 228 p. (ISBN 978-0-674-48525-9 et 978-0-674-48526-6, OCLC 34514600)
- (en) Rainer Wirth, Hubert Herz, Ronald J. Ryel, Wolfram Beyschlag et Bert Hölldobler, Herbivory of Leaf-Cutting Ants : a Case Study on Atta colombica in the Tropical Rainforest of Panama [« l'Herbivorisme des fourmis coup-feuilles »], Berlin, Heidelberg, Springer Berlin Heidelberg, coll. « Ecological Studies, Analysis and Synthesis » (no 164), 2003, 233 p. (ISBN 978-3-662-05259-4, OCLC 851375539, présentation en ligne)
- (en) Bert Hölldobler et Edward O. Wilson (ill. Margaret C. Nelson), The superorganism : the beauty, elegance, and strangeness of insect societies, New York, W.W. Norton, 2009, 522 p. (ISBN 978-0-393-06704-0, OCLC 474511459) (livre de l'année 2008 selon New York Times, Library Journal Top Sci-Tech & Financial Times)[10].
- (en) Bert Hölldobler et Edward O. Wilson, The leafcutter ants : civilization by instinct, New York, Norton, 2011, 192 p. (ISBN 978-0-393-33868-3)

## Distinctions
- 1979 John Simon Guggenheim Fellowship organisme en biologie et Écologie [11]
- 1991 Co lauréat du prix Pulitzer de l'essai pour Les Fourmis pour son livre intitulé The Ants (1990) co signé avec Edward Osborne Wilson[4]
- 1990 Prix Gottfried Wilhelm Leibniz de la Deutschen Forschungsgemeinschaft[12]
- Prix scientifique des États-Unis de la Fondation Alexander-von-Humboldt
- Werner Heisenberg - Médaille de la Fondation Alexander-von-Humboldt
- 1996 Körberpreis pour la science Européenne[13]
- 1996 Karl Ritter von Frisch Médaille et Prix de la Science de la Société zoologique allemande
- 1999 Benjamin Franklin-Wilhelm C. Humboldt - Prix du Conseil universitaire germano-américain
- 2000 Médaille d'honneur de Biologie de l'université de Constance (2000)
- 2000 Ordre du Mérite Première classe de la République fédérale d'Allemagne
- 2003 Ordre bavarois Maximilien pour la Science et l'Art
- 2004 Alfried-Krupp-Wissenschaftspreis[14]
- 2006 Treviranus - Médaille du l'Association des biologistes allemands Verband (vdbiol)
- 2010 Médaille de Lichtenberg[15]
- 2010 Prix Ernst-Jünger pour l'Entomologie Baden-Württemberg
- 2011 Cothenius-Médaille d'Or de l'Académie allemande des Sciences Leopoldina[16]
- 2013 Prix de l'Exemplaire de la American Animal Behavior Society

## Membres
- Deutsche Zoologische Gesellschaft[2];
- International Union for the Study of Social Insects;
- Cambridge Entomological Society;
- Animal Behavior Society; Society for the Study of Evolution;
- Society of American Naturalists; International Society of Chemical Ecology;
- German Ethological Society; International Society for Behavioral Ecology,
- International Society for Behavioral Ecology;
- International Society of Neuroethology